# Små-Illingarna
Små-Illingarna är en sjö i Falu kommun i Dalarna och ingår i Dalälvens huvudavrinningsområde.